# 郭町
郭町（くるわまち）は、埼玉県川越市の町名。郵便番号は350-0053。

## 地理
川越市の中心部に位置する。北は宮下町1丁目、西は大手町、東は松郷・城下町、南は三久保町・小仙波町2丁目と接する。東側境界を新河岸川が流れる。

## 歴史
川越城の本丸があったエリア。川越城跡は東側は初雁公園と野球場、東側は川越高校が立地している。大半の堀は埋められているが、中ノ門堀跡が現存している。富士見櫓南側の堀跡は駐車場となっているが、降雨時に水がたまり往時をしのんでいる。
今後、初雁公園の部分は野球場を移転し、城址公園を整備する予定となっている。

## 交通
地内に鉄道は敷設されていない。

### 道路
地内に国道および主要地方道・一般県道は通っていない。
- 初雁城通り

## 施設
- 川越城本丸御殿
- 三芳野神社
- 浅間神社
- 川越市立川越小学校
- 川越市立川越第一小学校
- 川越市立美術館
- 川越市立博物館
- 埼玉県立川越高等学校
- ひまわり東幼稚園
- 川越市やまぶき会館
- 郭町浄水場
- 初雁公園